# Romain De Loof

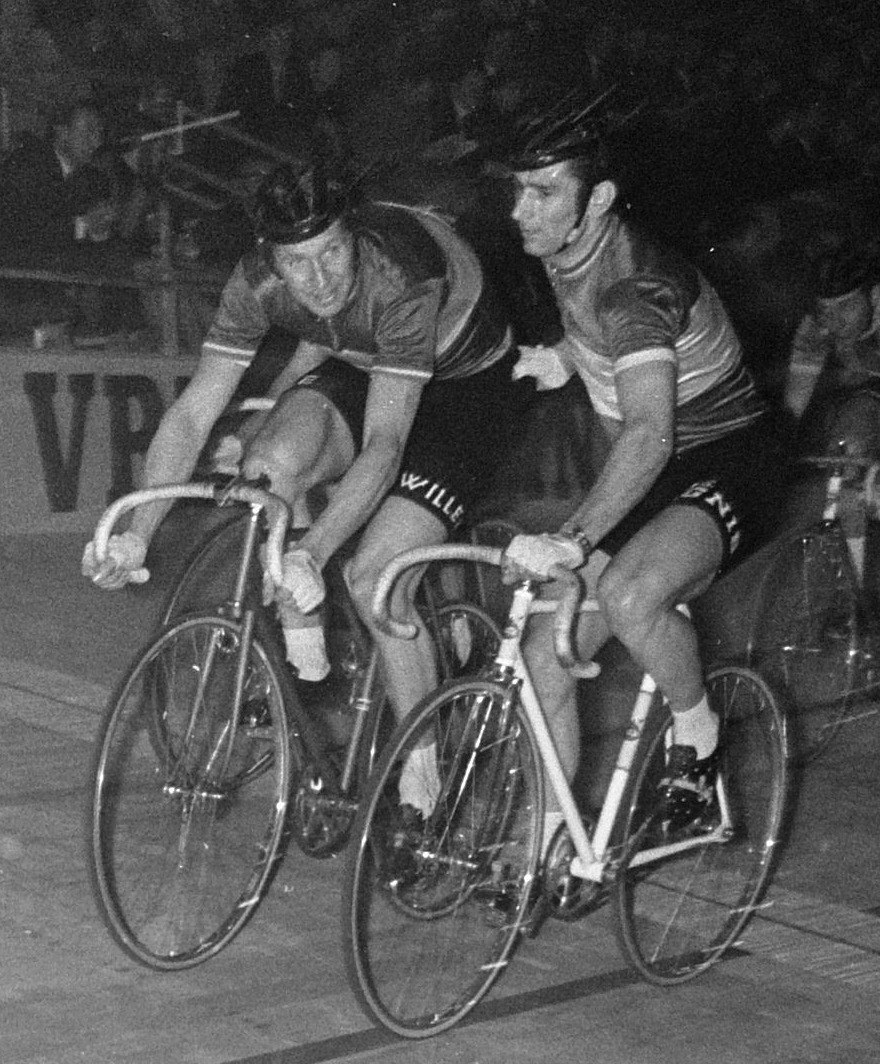
Peter Post (till höger) växlar över till De Loof under sexdagarsloppet i Rotterdam i april 1969.

Romain De Loof (även sammanskrivet Deloof) född den 6 mars 1941 i Eeklo, är en belgisk tidigare tävlingscyklist, som främst hade framgångar på bana och då speciellt i lopp med motor-pace. Efter att ha blivit världsmästare i stayer för amatörer 1962 och 1963, blev han professionell 1964 och blev som sådan stayervärldsmästare 1966. Uthålligheten, som krävs i grenarna med farthållning (stayer och derny), är väsentlig även i grenar som förföljelselopp, madison och sexdagarslopp, så även i dessa skördade De Loof framgångar.
Som amatör deltog De Loof även i det belgiska lagförföljelselaget vid Olympiska spelen i Rom 1960 (utslaget i kvalomgången).
Under Gent–Wevelgem 1970 kraschade De Loof våldsamt och bröt bäckenet på tre ställen, vilket gjorde att han tillbringade sju månader på sjukhus, och han återkom därefter inte i sin tidigare form. 1975 avslutade han den aktiva karriären och fortsatte sedan som sportdirektör i sex år.

## Meriter – landsväg
1966
2:a i GP Flandria
1968
7:a i Elfstedenronde
9:a i Dwars door België

## Meriter – bana

### Amatör

#### Världsmästerskap[3]
| 1962 Världsmästare i stayer | 1963 Världsmästare i stayer |

#### Belgiska mästerskap[4]
| 1961 Belgisk mästare i individuellt förföljelselopp 1961/1962 Belgisk mästare i madison med Frans Melckenbeeck 1962 Belgisk mästare i individuellt förföljelselopp Belgisk mästare i stayer | 1962/1963 Belgisk mästare i madison med Patrick Sercu Belgisk mästare i derny 1963 Belgisk mästare i stayer 1963/1964 Belgisk mästare i madison med Patrick Sercu |

### Professionell
| 1965 2:a i stayer 1966 Världsmästare i stayer 1967 2:a i stayer 1966/1967 2:a i stayer 3:a i madison med Freddy Eugen 1967/1968 3:a i stayer 1969/1970 3:a i derny 1973/1974 3:a i stayer | 1974 Belgisk mästare i stayer 1964/1965 3:a i Montréals sexdagars (maj) med Horst Oldenburg 1965/1966 Vinnare av Madrids sexdagars (okt./nov) med Rik Van Steenbergen 1967/1968 3:a i Amsterdams sexdagars (dec.) med Sigi Renz 1968/1969 Vinnare av Rotterdams sexdagars (apr.) med Peter Post 1969/1970 Vinnare av Amsterdams sexdagars (dec.) med Peter Post 2:a i Antwerpens sexdagars med Patrick Sercu och Alain Van Lancker 3:a i Milanos sexdagars (feb.) med Fritz Pfenninger |